# Ħamrun
Ħamrun Málta egyik helyi tanácsa a kikötők körzetében egy enyhén emelkedő síkon, 2,5 km-re Vallettától. Lakossága 9513 fő. Neve 1881-ig hivatalosan (Casal) San Giuseppe volt, ami a hétköznapi beszédben azóta is használatban van.

## Története
Legkorábbi lakóitól, a föníciaiaktól néhány sír maradt az utókorra, a rómaiak jelenlétére is temetkezési helyek utalnak. Ezután egészen a Jeruzsálemi Szent János Ispotályos Lovagrend érkezéséig nincs nyoma emberi településnek. A Lovagrend néhány épületet és egy lőporgyárat építtetett a területen, ezekből nőtt ki a mai település. 1645-ben kis kápolna épült a községben. Az Atocia Hill tetején ma is áll egy lovagkori palota, a település talán legrégebbi fennmaradt épülete, amelynek falain ma is látszanak a francia ágyúzások nyomai. Itt állt ugyanis a felkelők egyik állása az erődített fővárossal szemben. A St. Paul Square egyik oldalán állt az a fogadó, amelynek tulajdonosáról, az il-Ħamrunnak nevezett Ġamri Zammitról állítólag a község mai nevét kapta.
1881-ben lett önálló egyházközség, és ekkor kapta mai nevét is. Területét Ħal Qormi, Birkirkara és Floriana határából szakították ki. Első írásos említése az új néven az 1888-as választási összeíráson szerepel. A máltai vasút egyik állomása is lett, San Giuseppe néven, és itt helyezték el a műhelyeket és szénraktárakat is. A brit kikötőfejlesztések a környező települések, így Ħamrun lakosságát is felduzzasztották. 1905-ben az új villamoshálózatba is bevonták a községet. 1912-ben Santa Venera, 1913-ban Marsa is függetlenné vált tőle. Az első világháború idején brit csapatok állomásoztak a község és Floriana között. A két világháború között a növekedés folytatódott, megindult az autóbuszforgalom is, és az új útburkolási technikák kísérleti terepe Ħamrun volt. 1929-től készül itt a híres Cisk sör, majd 1938-ban a kormány itt állította fel az első tejpasztőröző üzemet Máltán.
1907-ben Ħamrunban alapította meg a Keresztény Tanítás Társaságát – közismert nevén a M.U.S.E.U.M.-ot – a 2007-ben szentté avatott Ġorġ Preca pap, aki majdnem haláláig, 1961-ig a községben élt és dolgozott. Ereklyéit ma a plébániatemplomban őrzik.
A második világháború után újabb fejlődés következett, majd az 1960-as évek nagy emigrációs hulláma jelentősen csökkentette a község lakosságát. 1968-ban Gwardamanġa is függetlenné vált tőle. 1994 óta Málta 68 helyi tanácsának egyike. Ma a város fejlődését a területhiány, főleg a parkolóhelyek hiánya és a közlekedési útvonalak zsúfoltsága akadályozza.
Az EU-csatlakozás óta a helyi tanács aktívan részt vesz nemzetközi programokban, mint pl. az European Voluntary Service, vagy a European Citizens United Through Culture and History, utóbbiban az olaszországi Carpineto városával közösen. 2009-ben a két város From Carpineto Romano to Hamrun – One Europe című projektje, amelynek keretében itt is megrendezték a Carpinetoban hagyományosnak számító Palio della Carriera fesztivált (2009. május 4–12.). A rendezvényért Ħamrun elnyerte a Citizens for Europe projekt Arany Csillag Díját.

## Népessége
- 1881: 4960
- 1890: 6120
- 1895: 8000
- 1901: 10 393
- 1911: 14 601
- 1921: 12 347
- 1931: 11 580
- 1948: 17 124
- 1957: 16 895
- 1967: 14 787
- 1985: 13 682
- 1995: 11 195
- 2003: 11 203
- 2005: 9513

## Önkormányzata
Ħamrun vezetése a kilencfős helyi tanács kezében van. A jelenlegi (6.) tanács 2012-ben lépett hivatalba.
Polgármesterei:
- Dr. Peter Attard (1994–1998)
- Joe Zammit Cordina (1998–2001)
- Dr. Luciano Busuttil (2001–2008)
- Vincent Bonello (Munkáspárt, 2008–)

## Ünnepei
- Thienei Szent Kajetán (augusztus 7.)
- Szeplőtelen fogantatás (december 8., festa: július első hétvégéje)
- Szent József (május 1.)

## Híres szülöttei
- Oreste Kirkop[5] (1923–1998) operaénekes, filmszínész
- Charles Camilleri[6] (1931) zeneszerző

## Nevezetességei

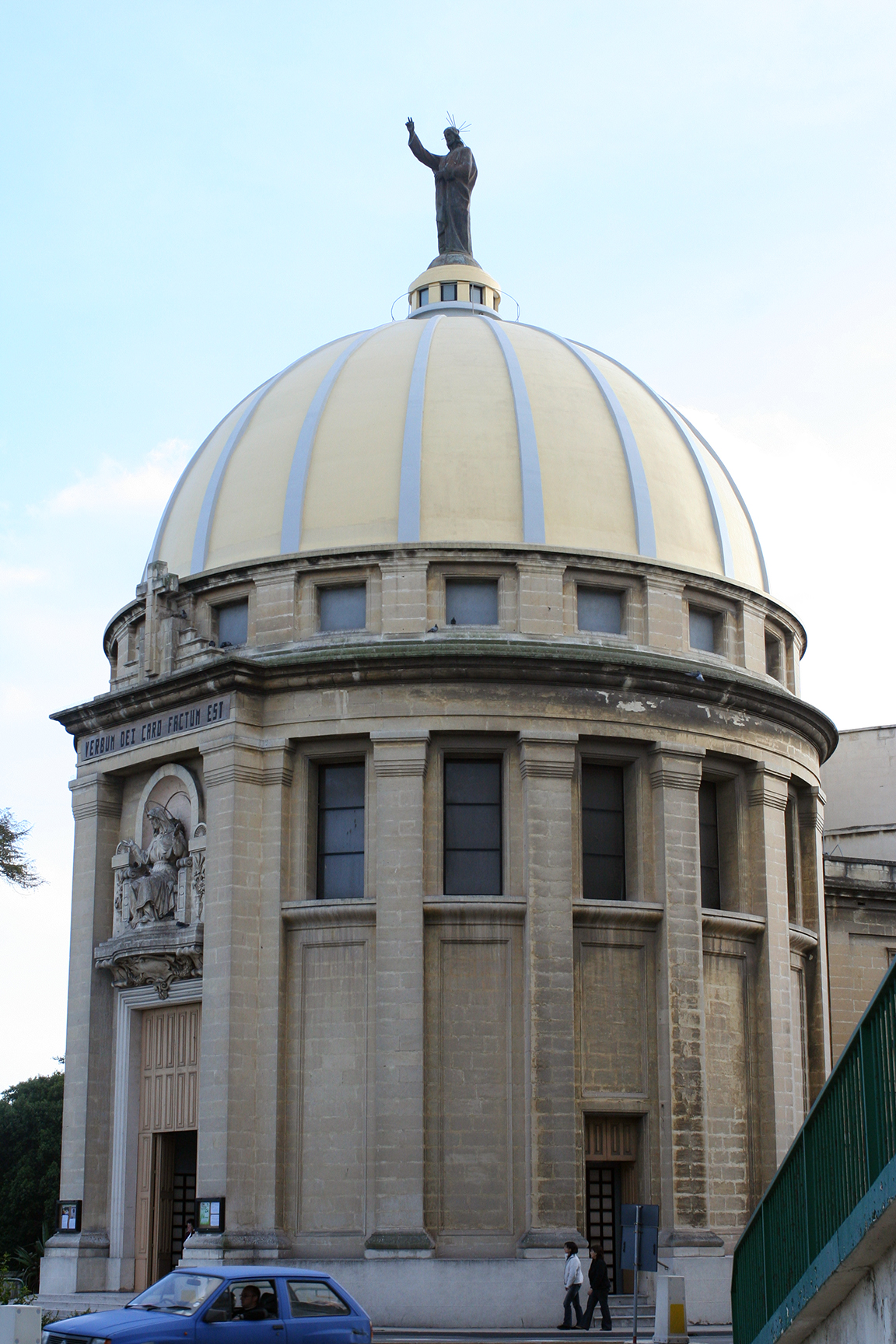
A M.U.S.E.U.M. kápolnája

- Szent Kajetán-plébániatemplom (San Ġejtanu, St. Cajetan): 1869 és 1875 között épült, a kupolát azonban csak 1955-ben sikerült befejezni
- Porto Salvo-i Boldogasszony kápolna: a település első temploma
- Víztorony: a St. Cajetan Street házai között álló épület az Alof de Wignacourt nagymester által épített vízvezetékrendszer egyik eleme volt
- Radio City Opera House: 1945-ben nyitotta meg a kapuit. 1974-ben mozivá alakították, ma csak a főbejárata látható, ami a Munkáspárt főhadiszállásának vészkijárata
- A vasútállomás régi épülete ma a cserkészklub használatában van

## Kultúra
Band clubjai:
- Għaqda Mużikali Immakulata Kunċiżżjoni[7]
- Għaqda tal-Mużika San Ġejtanu Ħamrun
- Soċjetà Mużikali San Ġużepp Ħamrun[8]

Egyházi szervezetek:
- M.U.S.E.U.M.[9]
- 1st Ħamrun Scout Group[10]

## Sport
Sportegyesületei:
- Asztalifoci: Ħamrun Table Football Club
- Labdarúgás: a Ħamrun Spartans Football Club[11] (1907): nyolcszoros bajnok, ma is a Premier league tagja
- Kosárlabda: Ħamrun Liberty
- Rögbi: Ħamrun Kavallieri

## Közlekedés
Autóval bárhonnan jól megközelíthető. A községen át juthatunk el a Portes des Bombeshez, Floriana kapujához. 
Buszjáratai (2011. július 3. után):
- 1 (Valletta-Isla)
- 2 (Valletta-Birgu)
- 3 (Valletta-Xgħajra)
- 11 (Valletta-Ċirkewwa)
- 12 (Valletta-Qawra)
- 13 (Valletta-San Ġiljan)
- 21 (Valletta-Mosta)
- 51 (Valletta-Mtarfa)
- 52 (Valletta-Dingli)
- 53 (Valletta-Mtarfa)
- 61 (Valletta-Żebbuġ)
- 62 (Valletta-Siġġiewi)
- 63 (Valletta-Qormi)
- 71 (Valletta-Żurrieq)
- 72 (Valletta-Qrendi)
- 112 (Marsa, körjárat)
- 122 (Marsa-Valletta)
- 125 (Ħamrun-Mater Dei Kórház)
- 130 (Valletta-Ħamrun)
- 132 (Valletta-Ħamrun)
- X4 (expressz, Valletta-Birżebbuġa)